# Heartless (песня The Weeknd)
«Heartless» (с англ. — «Бессердечный») — песня канадского певца The Weeknd. Она была выпущена 27 ноября 2019 года на лейблах XO и Republic Records в качестве ведущего сингла с его четвёртого студийного альбома After Hours. Авторами и продюсерами песни выступили Эйбел Тесфайе (The Weeknd), Лилэнд Уэйн (Metro Boomin), Андре Проктор (Dre Moon) и Карло Монтаньезе (Illangelo). Песня достигла первого места в американском хит-параде Billboard Hot 100, во вторую неделю после релиза 14 декабря 2019 года, став для The Weeknd его четвёртым чарттоппером в США.

## История
В ноябре 2018 года The Weeknd сообщил, что он ведёт работу над новым студийным альбомом («Chapter VI was coming soon»).
Однако новый сингл «Heartless» был выпущен спустя год, наряду с «Blinding lights», которая вышла несколько дней позже. «Heartless» был представлен слушателям 27 ноября в эфире седьмого выпуска подкаста Memento Mori, выходящего на музыкальной радиостанции Beats 1. Также в интервью журналу CR Men The Weeknd рассказал, что «Heartless» был первой композицией, которую он написал сразу после выхода мини-альбома My Dear Melancholy в 2018-м.

## Награды и номинации
| Год  | Награда                | Категория                     | Результат | Ссылка |
| ---- | ---------------------- | ----------------------------- | --------- | ------ |
| 2020 | American Music Awards  | Favorite Song — Soul/R&B Song | Победа    | [ 9 ]  |
| 2021 | ASCAP Pop Music Awards | Award Winning Songs           | Победа    | [ 10 ] |

## Музыкальное видео
Официальное вертикальное видео вышло 2 декабря 2019 года, а снято в казино в Лас-Вегасе в штате Невада, США. Официальное музыкальное видео для песни «Heartless» появилось 3 декабря 2019 года. Клип был снят в Лас-Вегасе с участием Metro Boomin. Режиссёром видео стал Anton Tammi.

## Концертные исполнения
Первое живое исполнение песен «Heartless» и «Blinding Lights» произошло 5 и 6 декабря в телепрограмме «Позднее шоу со Стивеном Кольбером».

## Чарты
| Чарт (2019/2020)                           | Высшая позиция |
| ------------------------------------------ | -------------- |
| Австралия (ARIA)                           | 10             |
| Австрия (Ö3 Austria Top 40)                | 44             |
| Бельгия/Фландрия (Ultratop 50)             | 49             |
| Бельгия/Валлония (Ultratip Bubbling Under) | 7              |
| Канада (Billboard Canadian Hot 100)        | 3              |
| Канада (Billboard CHR/Top 40)              | 10             |
| Канада (Billboard Hot AC)                  | 47             |
| Чехия (Singles Digitál Top 100)            | 9              |
| Финляндия (Suomen virallinen lista)        | 9              |
| Франция (SNEP)                             | 69             |
| Германия (GfK)                             | 36             |
| Греция (IFPI)                              | 1              |
| Венгрия (Single Top 40)                    | 28             |
| Венгрия (Stream Top 40)                    | 12             |
| Ирландия (IRMA)                            | 13             |
| Италия (FIMI)                              | 79             |
| Латвия (LAIPA)                             | 5              |
| Литва (AGATA)                              | 5              |
| Малайзия (RIM)                             | 17             |
| Нидерланды (Single Top 100)                | 30             |
| Новая Зеландия (Recorded Music NZ)         | 13             |
| Норвегия (VG-lista)                        | 17             |
| Португалия (AFP)                           | 16             |
| Румыния (Airplay 100)                      | 46             |
| Шотландия (OCC Scotland)                   | 57             |
| Сингапур (RIAS)                            | 13             |
| Словакия (Singles Digitál Top 100)         | 3              |
| Испания (PROMUSICAE)                       | 99             |
| Швеция (Sverigetopplistan)                 | 27             |
| Швейцария (Schweizer Hitparade)            | 16             |
| Великобритания (OCC UK Singles)            | 10             |
| Великобритания (OCC UK Hip Hop/R&B)        | 3              |
| США (Billboard Hot 100)                    | 1              |
| США (Billboard Adult Pop Airplay)          | 29             |
| США (Billboard Dance/Mix Show Airplay)     | 3              |
| США (Billboard Hot R&B/Hip-Hop Songs)      | 1              |
| США (Billboard Pop Airplay)                | 5              |
| США (Billboard Rhythmic)                   | 1              |
| США (Rolling Stone Top 100)                | 1              |

## Сертификации
| Регион                                                                      | Сертификация  | Продажи   |
| --------------------------------------------------------------------------- | ------------- | --------- |
| Австралия (ARIA)                                                            | Платиновый    | 70 000    |
| Канада (Music Canada)                                                       | 3× Платиновый | 240 000   |
| Дания (IFPI Danmark)                                                        | Золотой       | 45 000    |
| Норвегия (IFPI Norway)                                                      | Золотой       | 30 000    |
| Польша (ZPAV)                                                               | Золотой       | 10 000    |
| Португалия (AFP)                                                            | Платиновый    | 10 000    |
| Великобритания (BPI)                                                        | Золотой       | 400 000   |
| США (RIAA)                                                                  | 3× Платиновый | 3 000 000 |
| Данные о продажах + прослушиваниях приведены только на основе сертификации. |               |           |